# Сети мобильной телефонной связи в Туркменистане
В Туркменистане услуги мобильной телефонной связи оказывают две компании-оператора, выступающих под брендами «МТС-Туркменистан» и «Алтын Асыр».
По состоянию на октябрь 2012 г. число абонентов сотовой телефонной связи в Туркменистане составляло 3,6 млн. По данным, предоставляемым компаниями-сотовыми операторами, по состоянию на 10 октября 2012:
- у оператора «МТС» было 600 тыс. абонентов сотовой телефонной связи[1]. (до приостановки лицензии в 2010 г. было 2,4 млн абонентов[2])
- у оператор «Алтын Асыр» 3 млн абонентов[3]